# Hampden Park
A Hampden Park egy labdarúgó-stadion Glasgowban, Skóciában. UEFA négycsillagos létesítménynek minősül.
A stadion a skót labdarúgó-válogatott otthonául szolgál 1906 óta. Maximális befogadóképessége: 51,866. Hagyományosan itt rendezik a kupa és ligakupa döntőket. A 2012. évi nyári olimpiai játékok egyik helyszíne volt.
Számos európai kupasorozat döntőjét rendezték a Hampden Parkban, beleértve egy bajnokok ligája, két bajnokcsapatok Európa-kupája és egy-egy kupagyőztesek Európa-kupája és UEFA-kupa döntőt is.
A 2020-as labdarúgó-Európa-bajnokság egyik helyszíne.

## Története
A stadion 1903 október 31-én nyitotta meg kapuit az érdeklődők előtt. Az idő tájt a világ legnagyobb futballarénája volt, avatásakor a korabeli adatok szerint 125 000-en fértek el lelátóin, ami a befogadóképességet illeti. A létesítmény a skót labdarúgó-válogatott otthona 1906 április 7 óta. Ezen a napon játszott először itt a nemzeti csapat Anglia ellen. A 102 741 néző előtt rendezett találkozót a skótok nyerték 2–1-re. Az európai labdarúgás történetének nézőrekordja is itt született, az 1937-es Skócia-Anglia összecsapásra 149 415 glasgow-i volt kíváncsi.
A stadionban számos skót-kupa és skót-ligakupa finálét rendeztek. Az 1960-as és 1976-os BEK, a 2002-es bajnokok ligája, az 1962-es KEK és a 2007-es UEFA-kupa döntő helyszíne volt. A 2012. évi nyári olimpiai játékokon három férfi és öt női mérkőzést játszottak itt.

## Események

### BEK/bajnokok ligája-döntők
| Dátum           | Pályaválasztó       | Eredmény | Vendég              | Részletek | Nézők   |
| --------------- | ------------------- | -------- | ------------------- | --------- | ------- |
| 1960. május 18. | Real Madrid         | 7–3      | Eintracht Frankfurt | Döntő     | 127,621 |
| 1976. május 12. | Bayern München      | 1–0      | Saint-Étienne       | Döntő     | 54,670  |
| 2002. május 15. | Bayer 04 Leverkusen | 1–2      | Real Madrid         | Döntő     | 50,499  |

### KEK-döntő
| Dátum           | Időpont UTC | Pályaválasztó   | Eredmény | Vendég     | Részletek | Nézők  |
| --------------- | ----------- | --------------- | -------- | ---------- | --------- | ------ |
| 1962. május 10. | 19.00       | Atlético Madrid | 1–1      | Fiorentina | Döntő     | 27,000 |

- Két mérkőzésen dőlt el a kupa sorsa, a visszavágót a Neckarstadionban, Stuttgartban rendezték.

### UEFA-kupa-döntő
| Dátum           | Időpont (CET) | Pályaválasztó | Eredmény     | Vendég  | Részletek | Nézők  |
| --------------- | ------------- | ------------- | ------------ | ------- | --------- | ------ |
| 2007. május 16. | 20.45         | Espanyol      | 2–2 t: (1–3) | Sevilla | Döntő     | 50,670 |